# سنگون (کهگیلویه)
سنگون (کهگیلویه)، روستایی از توابع بخش مرکزی شهرستان کهگیلویه در استان کهگیلویه و بویراحمد ایران است.سنگون از نظر اقتصادی وابستگی زیادی به کشاورزی و دامپروری دارد و به عبارت دقیق تر شغل اصلی مردمان این منطقه دامداری و کشاورزی می باشد . با این حال فعالیت‌های صنعتی و معدنی در این منطقه از استان نسبت به سایر مناطق کشور، رشد نیافته و رونق چندانی ندارد . 
منطقه دهدشت باتوجه به قرار گرفتن در مسیر رشته کوه زاگرس از نعمت خدادادی جنگل های بلوط برخوردار می باشد که این لطف الهی شامل حال روستای سنگون نیز می شود .درختان بلوط علاوه بر آنکه برای دام‌ها مورد استفاده قرار می‌گیرد، میوه آن برای انسان نیز خاصیت‌های زیادی دارد. خشکیدگی درختان بلوط یکی از مهمترین چالش‌های جنگل‌های زاگرس و این منطقه است. آفت کرم چوبخوار و بیماری ذغالی پس از سال ۱۳۹۰ به دلیل خشکسالی به بلوط‌های مناطق زاگرس حمله کرده و این آفت در سال‌های ۱۳۹۲ تا ۱۳۹۳ خسارات بسیار زیادی به بلوط‌های منطقه زده‌است.

## جمعیت
این روستا در دهستان دهدشت غربی قرار دارد و براساس سرشماری مرکز آمار ایران در سال ۱۳۸۵، جمعیت آن ۳۵۷ نفر (۸۱خانوار) بوده‌است.